# Saint-Ciergues
Saint-Ciergues är en kommun i departementet Haute-Marne i regionen Grand Est (tidigare regionen Champagne-Ardenne) i nordöstra Frankrike. Kommunen ligger i kantonen Langres som tillhör arrondissementet Langres. År 2022 hade Saint-Ciergues 179 invånare.

## Befolkningsutveckling
Antalet invånare i kommunen Saint-Ciergues
| Referens: INSEE |